# Головна частина Національного автономного університету Мексики
Сьюдад Універсітаріа (Університетське місто) — головний кампус Національного автономного університету Мексики (UNAM), розташований у районі Койоакан у південній частині Мехіко. Спроєктований архітекторами Маріо Пані та Енріке дель Мораль, він охоплює Олімпійський стадіон, близько 40 факультетів та інститутів, Культурний центр, екологічний заповідник, Центральну бібліотеку та кілька музеїв. Він був побудований у 1950-х роках на стародавньому затверділому лавовому шарі в Койоакані під назвою «Ель-Педрегаль», щоб замінити розкидані будівлі в центрі Мехіко, де проводилися заняття. Він був завершений у 1954 році вартістю приблизно 25 мільйонів доларів. На момент завершення це був найбільший проєкт будівництва в Мексиці з часів ацтеків. У 2007 році ЮНЕСКО оголосило його об'єктом Світової спадщини.
Хоча Університет має інші будівлі в Мехіко (переважно для бакалаврату та культурних цілей), в інших мексиканських штатах та в інших країнах (таких як Канада та Сполучені Штати), Ciudad Universitaria, відомий просто як «CU», є головним символом університету.

## Атмосфера

Підлога та стіни зроблені зі скелі, вирубаної для будівництва кампусу

Сьюдад Універсітаріа — це відкрите місце, популярне щонеділі серед сімей, які бажають дослідити внутрішні дворики, сади та пішохідні доріжки, що охоплюють більшу частину його 1 000 гектарів (2 500 акрів). Він був побудований на шарі лави 6 до 8 метрів (20 до 26 фут) завтовшки, відкладеної вулканом Ксітле близько 100 року нашої ери.
Через його рельєф і рослинність тут дуже мало прямих доріг або стежок. Дороги здебільшого являють собою концентричні кола, усередині яких розташовані будівлі. До деяких можна дістатися лише за 5—10 хвилин ходьби. Вулканічний камінь видалено, щоб звільнити місце для будівель, і використано для створення доріжок і зовнішніх стін. Самі будівлі будуються зі звичайних матеріалів, найчастіше з бетону та цегли, і зазвичай мають великі вікна та сади, як всередині, так і зовні. Більшість будівель мають лише два-три поверхи.
Попри різні стилі, сади та вулканічна скеля є спільною темою для всіх будівель за деякими помітними винятками: вежа Ректорату та Центральна бібліотека. Ці високі будівлі квадратної форми, дещо ізольовані від інших, прикрашені фресками, зробленими відомими мексиканськими художниками-муралістами Давидом Альфаро Сікейросом (вежа Ректорату) та Хуаном О'Горманом (Центральна бібліотека).
Останній, визнаний найбільшим стінописом у світі, що охоплює всі боки бібліотеки, заснований на ацтекських та іспанських мотивах і гербі UNAM, робить Центральну бібліотеку Сьюдад Універсітаріа найбільш знаковою будівлею.
Центральний кампус — це оригінальний кампус, побудований у 1943 році. Розташований на 200 гектарів (490 акрів), проспект Інсургентес перетинає його.

## Скульптурний простір
Усередині екологічного заповідника розташований Скульптурний простір. Це велике кругле природне затверділе лавове русло, оточене багатьма білими трикутними призмами, які, здається, виходять із центру, трохи схожі на соняшник. Навколо цього району є багато великих і барвистих металевих скульптур, зроблених сучасними художниками, звідси і його назва.

## Навчальні будівлі

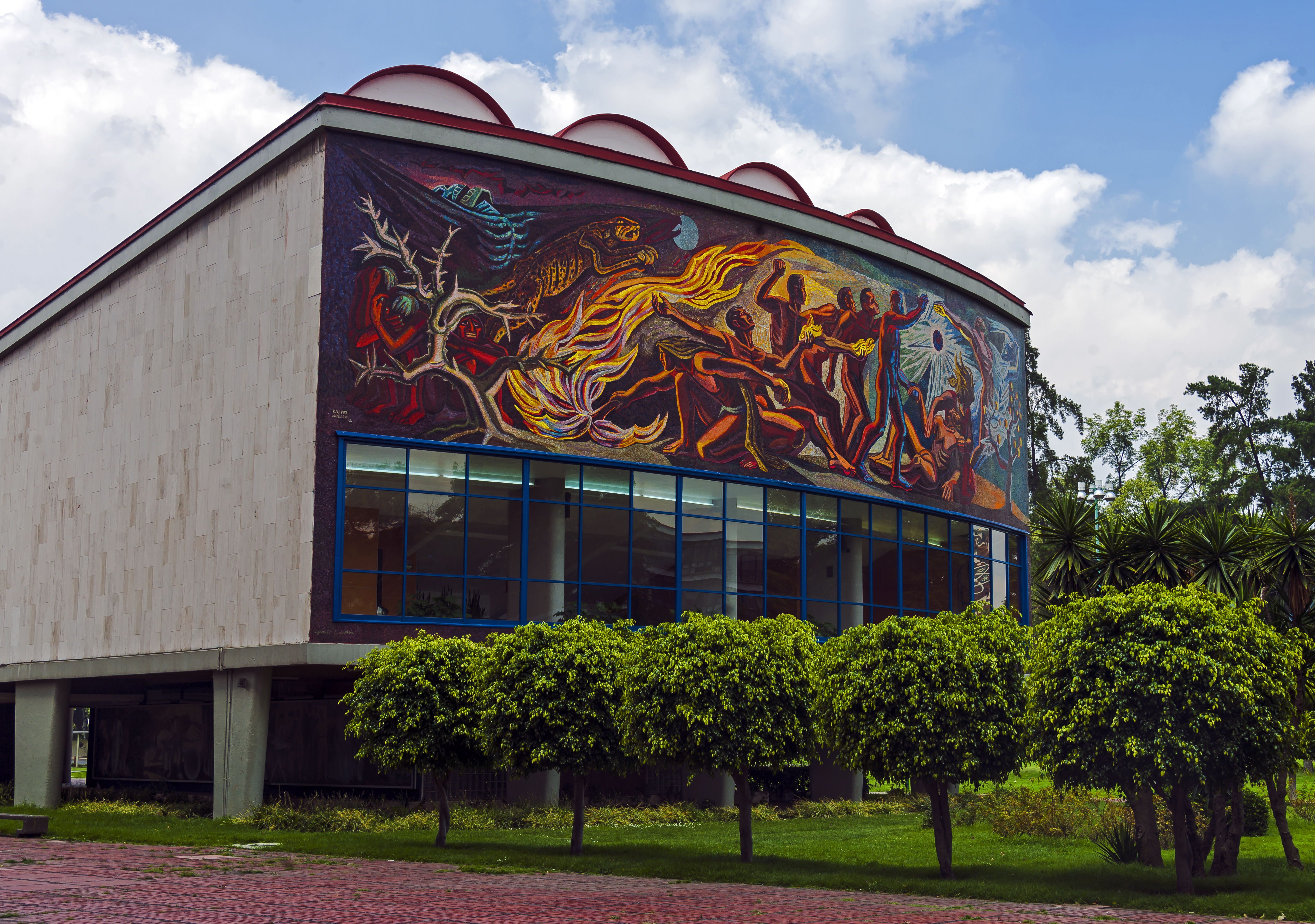
Завоювання енергії Хосе Чавеса Морадо в UNAM, Мехіко.

Володимир Каспе та Й. Гангаузен спроєктували економічний корпус, який відкрився в 1953 році.
Еудженіо Пешар спроєктував наукову будівлю; на ньому зображено фреску Хосе Чавеса Морадо під назвою «Завоювання енергії» .

## Музеї
- УНІВЕРСУМ, Музей науки. Тут розміщено інтерактивні виставки про науку, орієнтовані на широку публіку.
- Університетський музей наук і мистецтв (MUCA, Museo Universitario de Ciencias y Artes) містить експонати сучасного мистецтва мексиканських художників і твори мистецтва, що належать університету.
- Університетський музей сучасного мистецтва (MUAC, Museo Universitario Arte Contemporáneo).
- Національний павільйон біорізноманіття (Pabellon Nacional de la Biodiversidad).

## Спортивні споруди

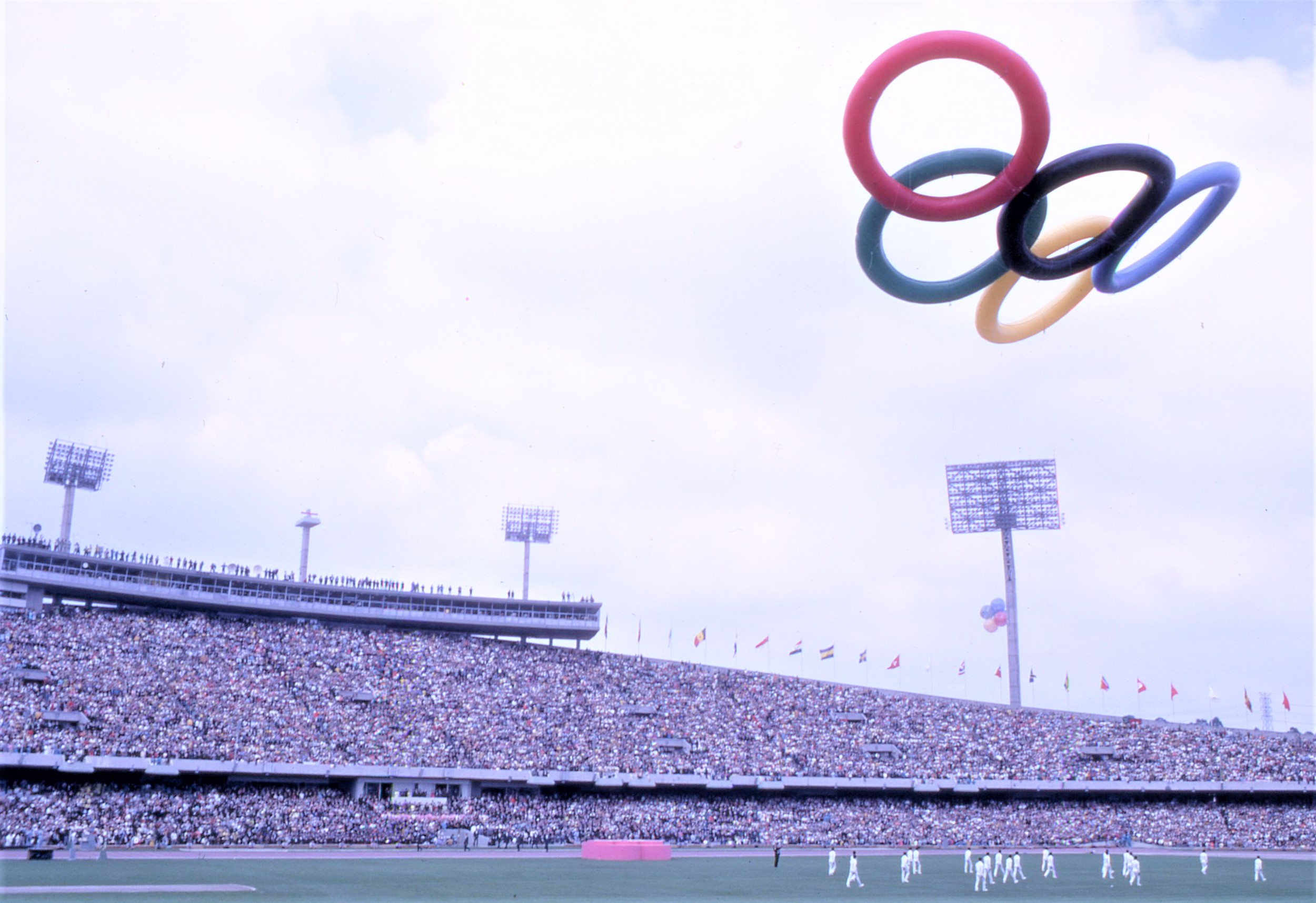
Університетський олімпійський стадіон

Олімпійський стадіон Mexico '68 був побудований у 1952 році і використовувався для проведення Панамериканських ігор 1955 року та літніх Олімпійських ігор 1968 року в Мехіко. Він розташований у центральній частині міста Кампус, а його трибуни побудовані з викопаної лавової породи. Ці стенди містять рельєфи, розроблені Дієго Ріверою. Він також використовувався на Чемпіонаті світу з футболу 1986 року. Зараз тут проводяться футбольні матчі університетської ліги Мехіко, а також є домашнім стадіоном для команди університету в мексиканській футбольній лізі «Пумас». Тут також є іподром, який останнім часом використовується для міжнародних спортивних змагань лише за запрошеннями завдяки успіху мексиканської спортсменки Ани Гевари.
Однією з найвідоміших архітектурних пам'яток Сьюдад Універсітаріа є зона «Frontones», яка складається з багатофункціональної будівлі та десяти кортів для гри в ракетбол і гандбол.
Також є футбольні поля для тренувань студентських та дитячих команд. Поруч зі стадіоном є зали для занять єдиноборствами, боксом та іншими видами спорту, призначені переважно для студентів.

## Культура
CU є важливою частиною культурного життя Мехіко. Кампус містить багато приміщень, присвячених культурній діяльності, зокрема музиці, театру, кіно, образотворчому мистецтву тощо. Більшість факультетів мають виставкові простори та аудиторії, які використовуються для таких цілей.
Університетський культурний центр (Centro Cultural Universitario) — це частина кампусу, що містить основні аудиторії, театри та кінотеатри. Він також включає один із найновіших музеїв сучасного мистецтва в Мексиці, Museo Universitario de Arte Contemporáneo.
Центр також включає заклади, названі на честь видатних діячів мексиканської історії;
- Сала Несауалькойотль. Використовується для оркестрових і танцювальних вистав.
- Театр Хуана Руїса де Аларкона. Головний театр. Як класичні, так і сучасні твори.
- Форум Хуани Інес де ла Крус. Операторський театр. В основному сучасні п'єси.
- Centro Universitario de Teatro (CUT). Менший театр (близько 100 місць) при театральній школі.
- Сала Хосе Ревуельтас і Сала Хуліо Брачо. Обидва кінотеатри показують еклектичну добірку мексиканських і міжнародних фільмів.
- Сала Мігель Коваррубіас. Маленький театр для танців.
- Радіо УНАМ. XEUN 96.1 МГц і 860 кГц у Мехіко; XEYU, коротка хвиля 9600 кГц в 31-метровому міжнародному діапазоні. Музична, культурна, пізнавальна та розважальна програми.

## Світова спадщина

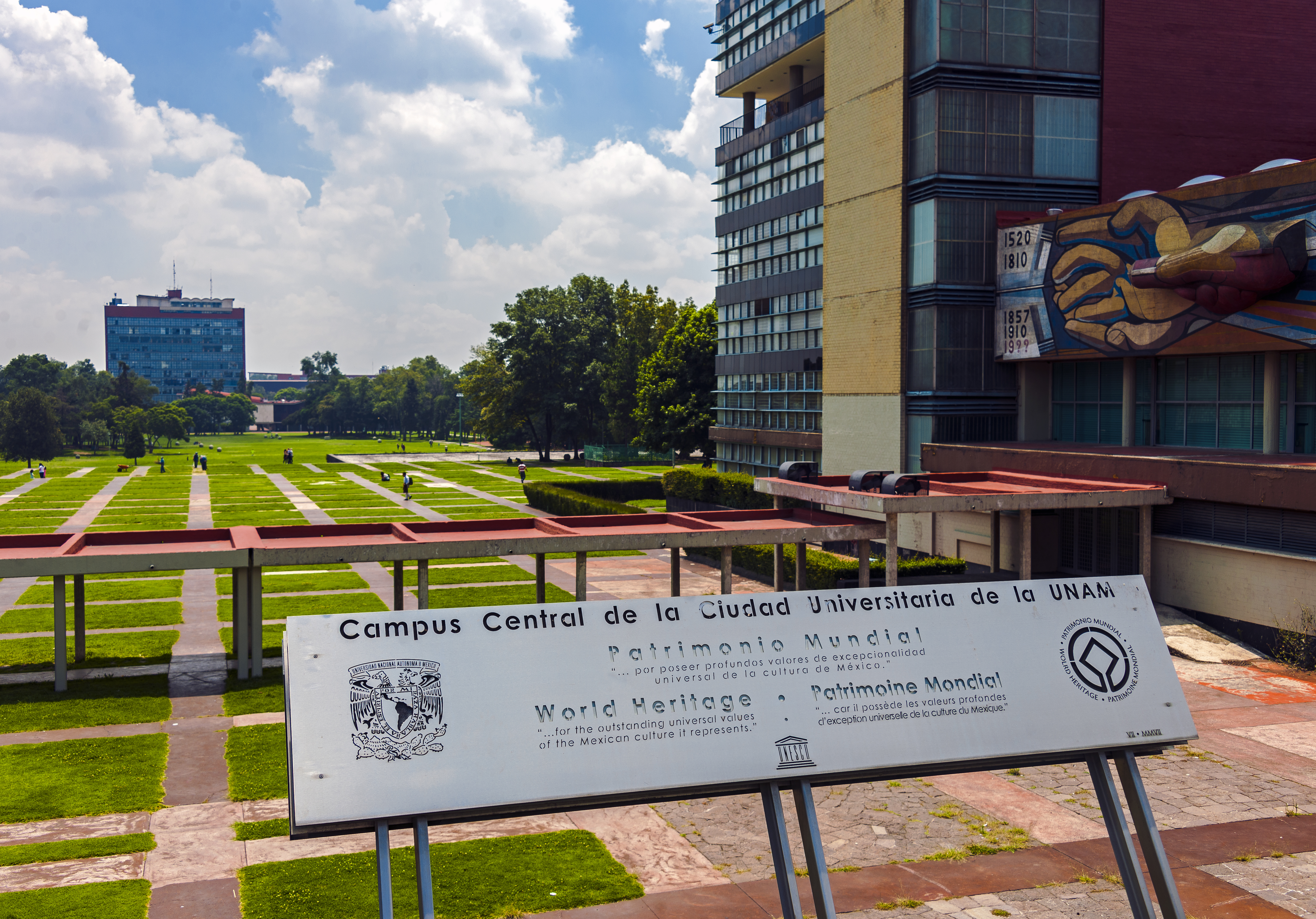
Дошка Світової спадщини

Визначення як об'єкта Світової спадщини почалося з візиту в 2005 році до кампусу Франческо Бандаріна, який був директором Центру Світової спадщини в той час, коли він рекомендував його. Згодом його визнали геніальним зразком міського архітектурного дизайну. Він також відомий своєю інтеграцією сучасної архітектури, мексиканських традицій і творів мистецтва, зокрема Давида Альфаро Сікейроса, Хосе Чавеса Морадо та Франсіско Еппенса.

## Транспорт
Існує система під назвою Pumabús. Є одинадцять основних автобусних маршрутів у Сьюдаді Універсітаріа, які надаються самим університетом через свою внутрішню транспортну систему. База маршрутів з 1 по 5 розташована на західному боці університету, біля виходу зі станції метро Universidad. Ще три маршрути (6,7,8) мають базу на паркінгу № 1 Олімпійського стадіону. Вони безкоштовні та працюють із понеділка по п'ятницю з 06:20 до 22:30. На територію кампусу допускаються автомобілі, а також є таксі, які розвозять пасажирів групами за офіційними автобусними маршрутами. Деякі з цих маршрутів мають довгі та короткі версії, кілька перших та останніх зупинок однакові, але довга версія веде іншим маршрутом до менш відвідуваних зон. Крім того, існує тимчасовий маршрут для доставки нових студентів до центру реєстрації.
Є три основні пункти входу в Сьюдад Універсітаріа, дві від метро (станції Metro Universidad і Metro Copilco) та Avenida Insurgentes, що простягається з півночі на південь, розділяючи Сьюдад Універсітаріа навпіл, де дві станції Metrobús забезпечують доступ до кампусу: Сьюдад Універсітаріа та Centro Cultural Universitario. Цей важливий проспект зручний для того, щоб дістатися до інших частин міста, він розташований поблизу Олімпійського стадіону та Культурної зони.
Останнім часом програма під назвою «CU Limpia» (Чистий CU) пропонує 58 велосипедних станцій навколо Сьюдад Універсітаріа, кожна з цих станцій містить 200 велосипедів, усі вони нові, які студенти можуть взяти напрокат і повернути на будь-яку іншу станцію навколо. Вони стали дуже популярними серед студентів і викладачів, які намагаються пропагувати менш забруднювальний вид транспорту.

## Безпека
Попри свій розмір і відсутність контролю входу, Сьюдад Універсітаріа є дуже безпечним місцем для студентів і відвідувачів. Існує група внутрішнього спостереження «Auxilio UNAM» (UNAM Help). Вони патрулюють кампус цілий день, особливо на канікулах і у вихідні. Вони не мають вогнепальної зброї, але мають хамери, мотоцикли та візки для гольфу. Через історичні та юридичні причини, пов’язані з автономією університету, співробітники правоохоронних органів не входять до Сьюдад Універсітаріа, якщо це не вимагається керівництвом університету. Злочини трапляються, але спорадичні і зазвичай відбуваються пізно ввечері, коли більшість людей (як студентів, так і працівників) уже розійшлися. У кампусі також є станція швидкої медичної допомоги та пожежна частина.

## Магазини
Навколо університетського містечка є кафетерії, які належать університету, але вони «за франшизою» кооперативам, за винятком кафетерію на факультеті природничих наук (під назвою Café Ciencias), яким керують виключно студенти. Ці кафетерії є постійними, одноповерховими і дуже схожими один на одного. Є також невеликі постійні магазини збоку від деяких нешкільних будівель, де повнорозмірний кафетерій був би недоцільним. Деякі з цих магазинів пропонують ксерокопії та канцелярське приладдя замість їжі.
Кілька напівпостійних магазинів, які продають переважно цукерки та упаковану їжу, розташовані навколо кампусу. Їх будують і демонтують щодня, але вони дуже стабільні й роками стоять на одному місці. Деякі з них продають пам'ятні речі університету, переважно пов'язані з футбольною командою. Навколо кампусу, але здебільшого між Центральною бібліотекою та факультетом філософії та літератури, можна зустріти людей, які продають ремісничі вироби, а також музику, фільми та книги, деякі вживані, деякі нові, але більшість із них піратські чи контрабандні.
Навколо станцій метро поблизу Університету є багато продовольчих магазинів, а також книжкових магазинів, ксероксів, фотостудій тощо. Біля північної станції Copilco, недалеко від Ciudad Universitaria, у кількох кварталах розташовано багато друкарень, де студенти перешивають дипломні роботи.
Біля станції метро Universidad, на околиці Сьюдад Універсітаріа, є «Tienda UNAM» або UNAM Store. Це великий супермаркет, який пропонує меблі, одяг, їжу та напої, овочі, електронне та обчислювальне обладнання, іграшки та багато іншого. Ним керує сам університет. Призначений для співробітників університету та їхніх сімей, він відкритий для широкого загалу.

## Галерея зображень

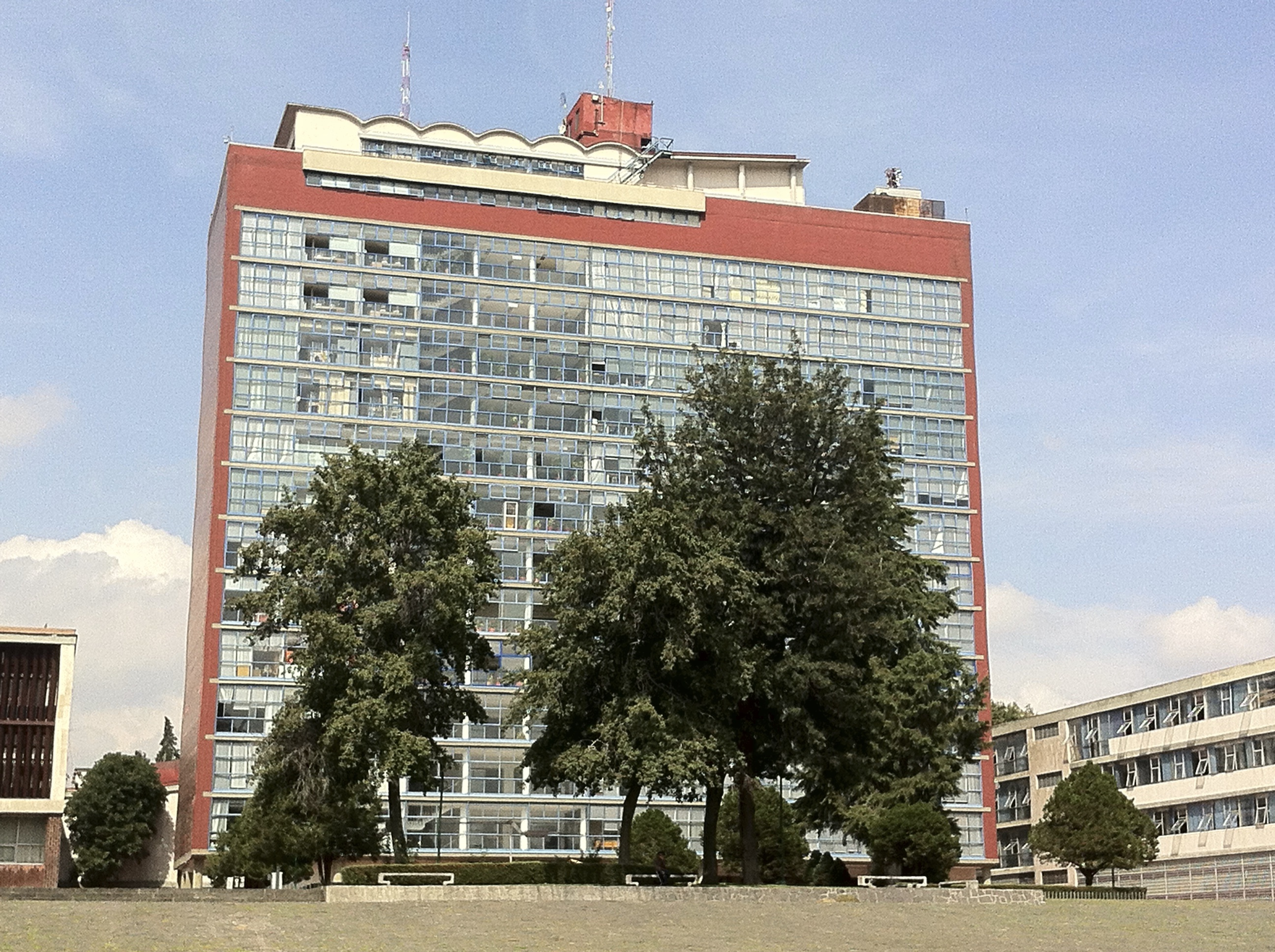
Вежа ІІ гуманітарна.
Головна адміністративна будівля CU в Мехіко
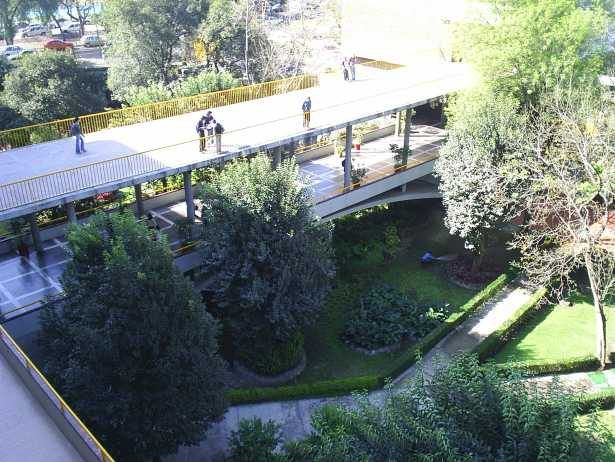
Факультет інженерії садів
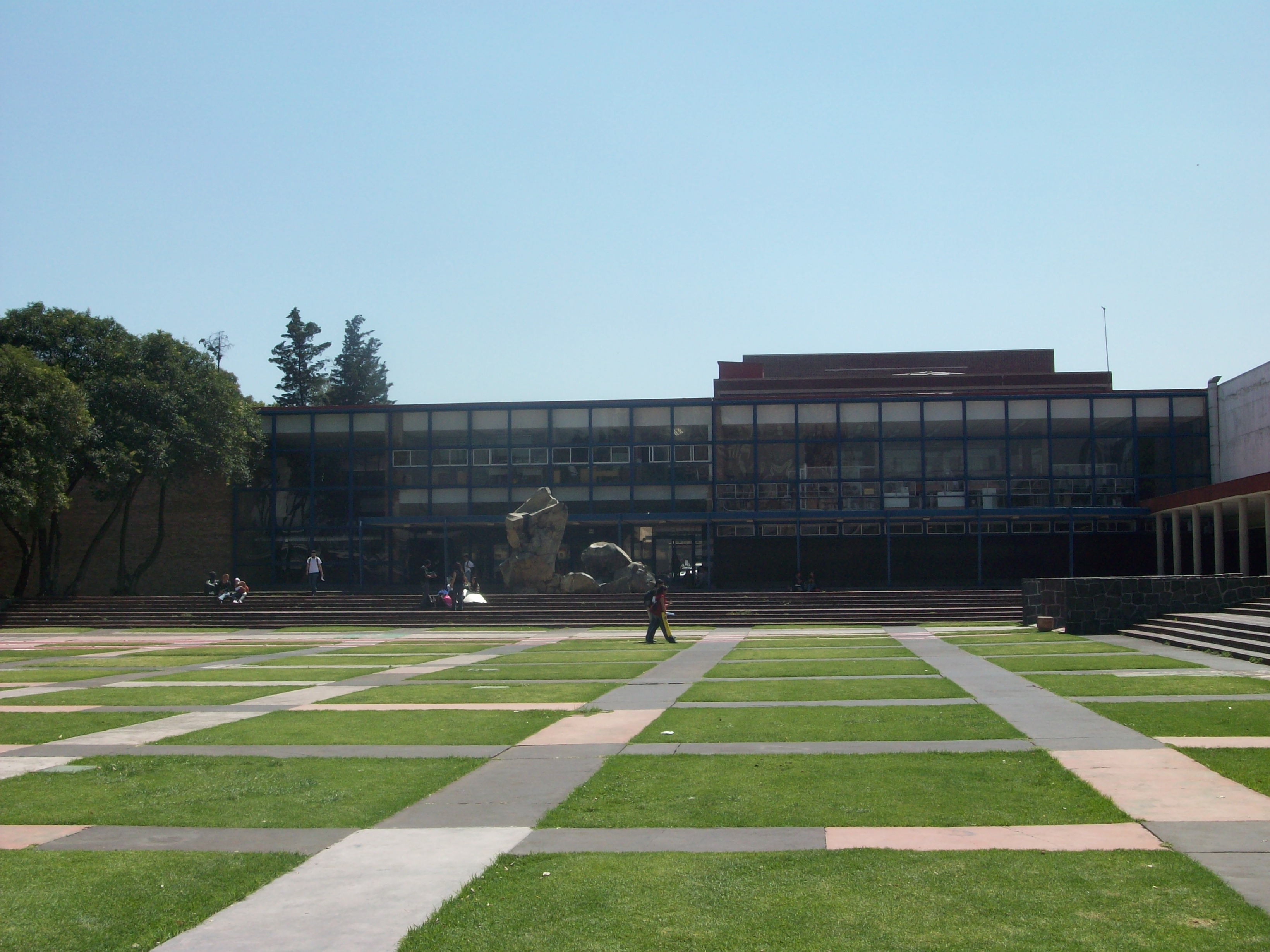
Архітектурний факультет
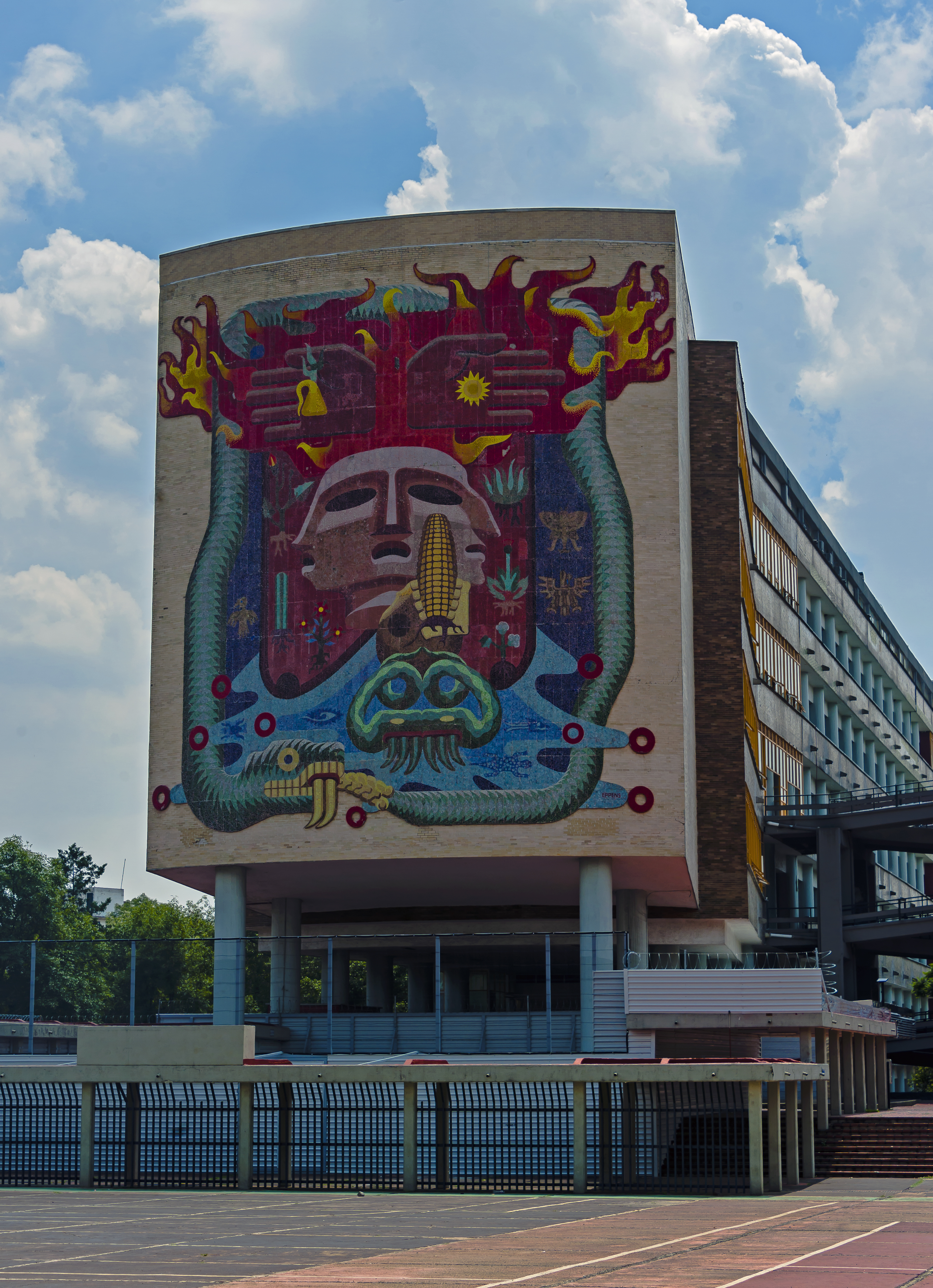
Фреска на медичному факультеті.
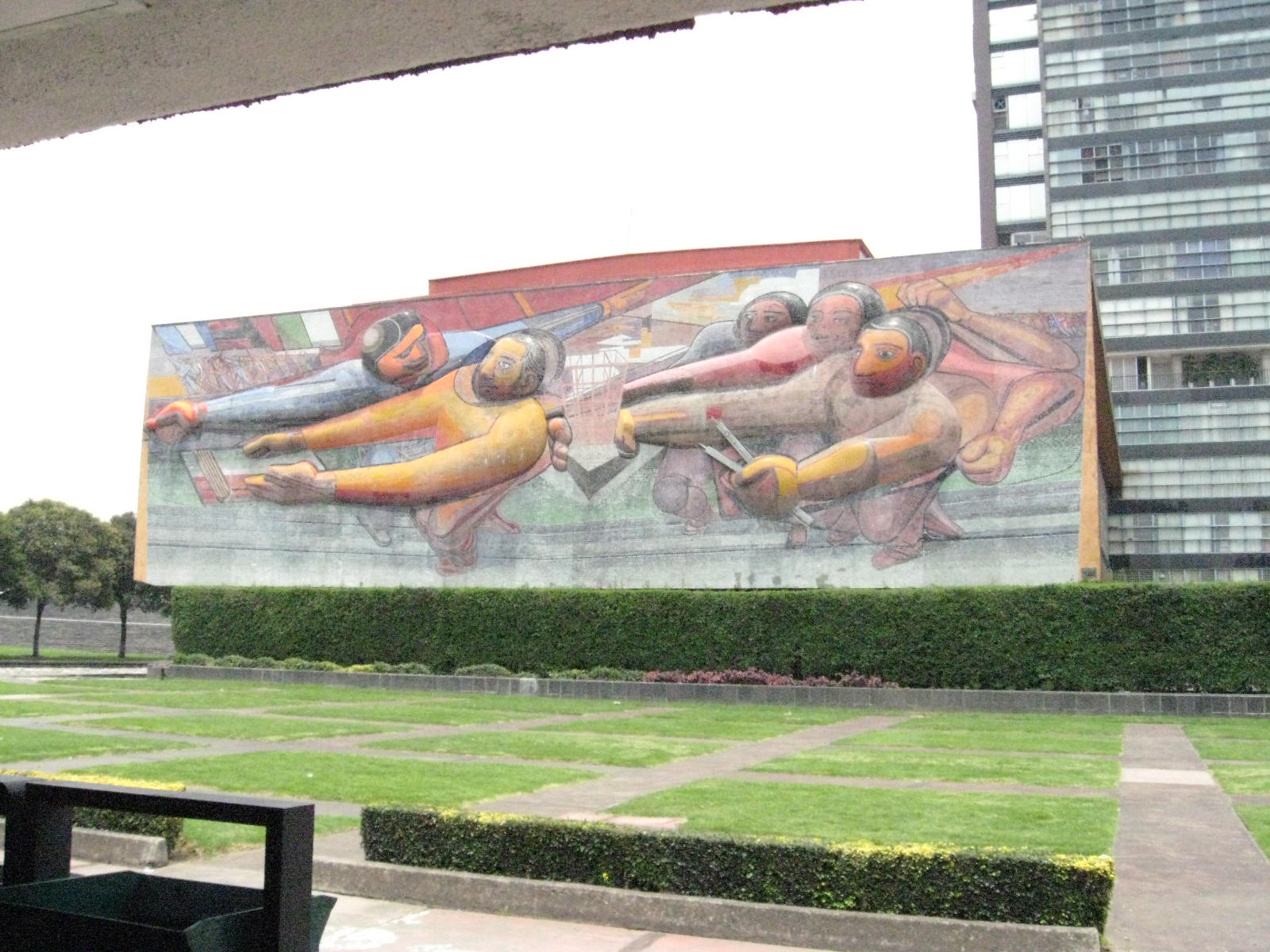
Фреска ззовні головної адміністративної будівлі
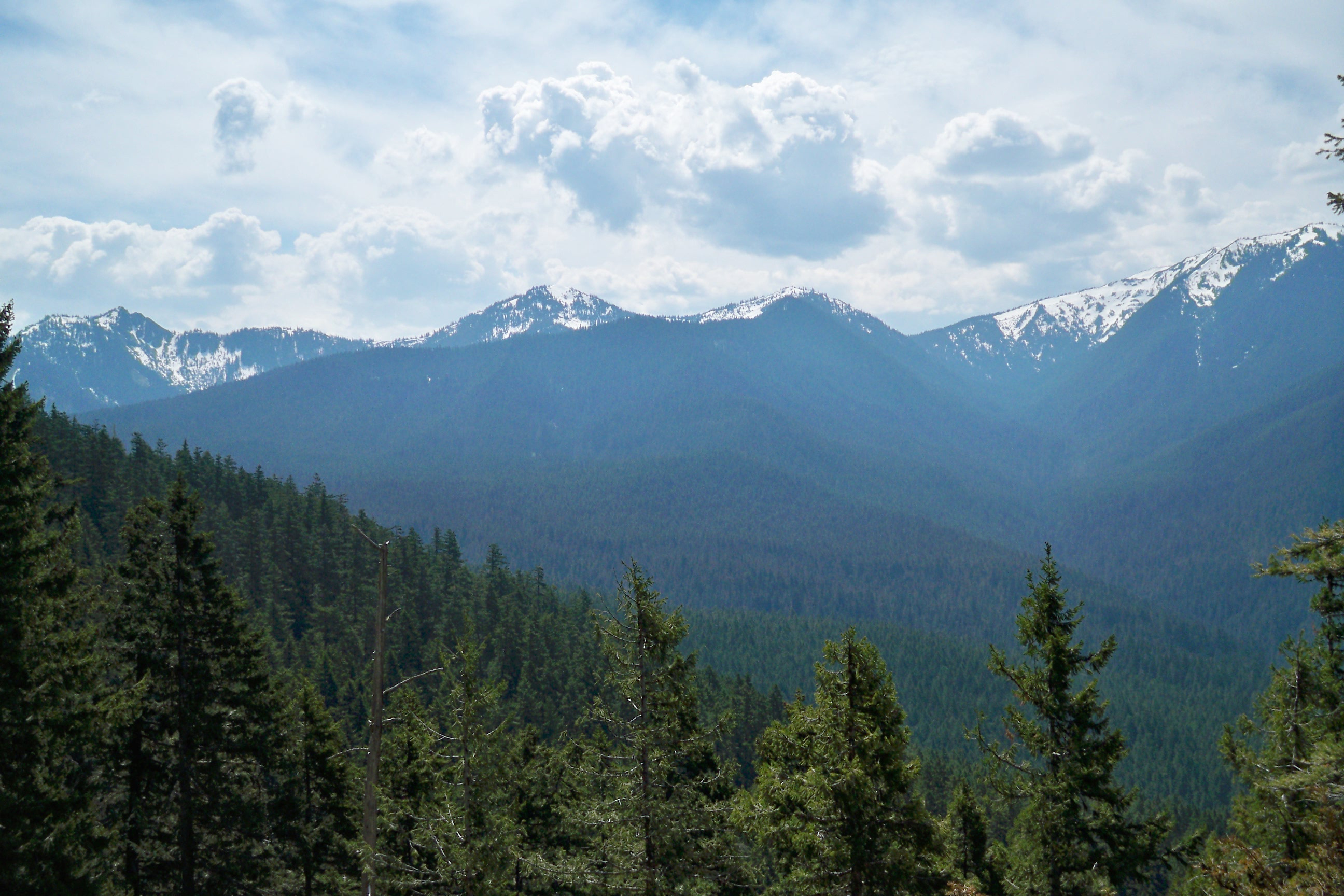
Вид на заповідник Аюско із Сьюдад Універсітаріа
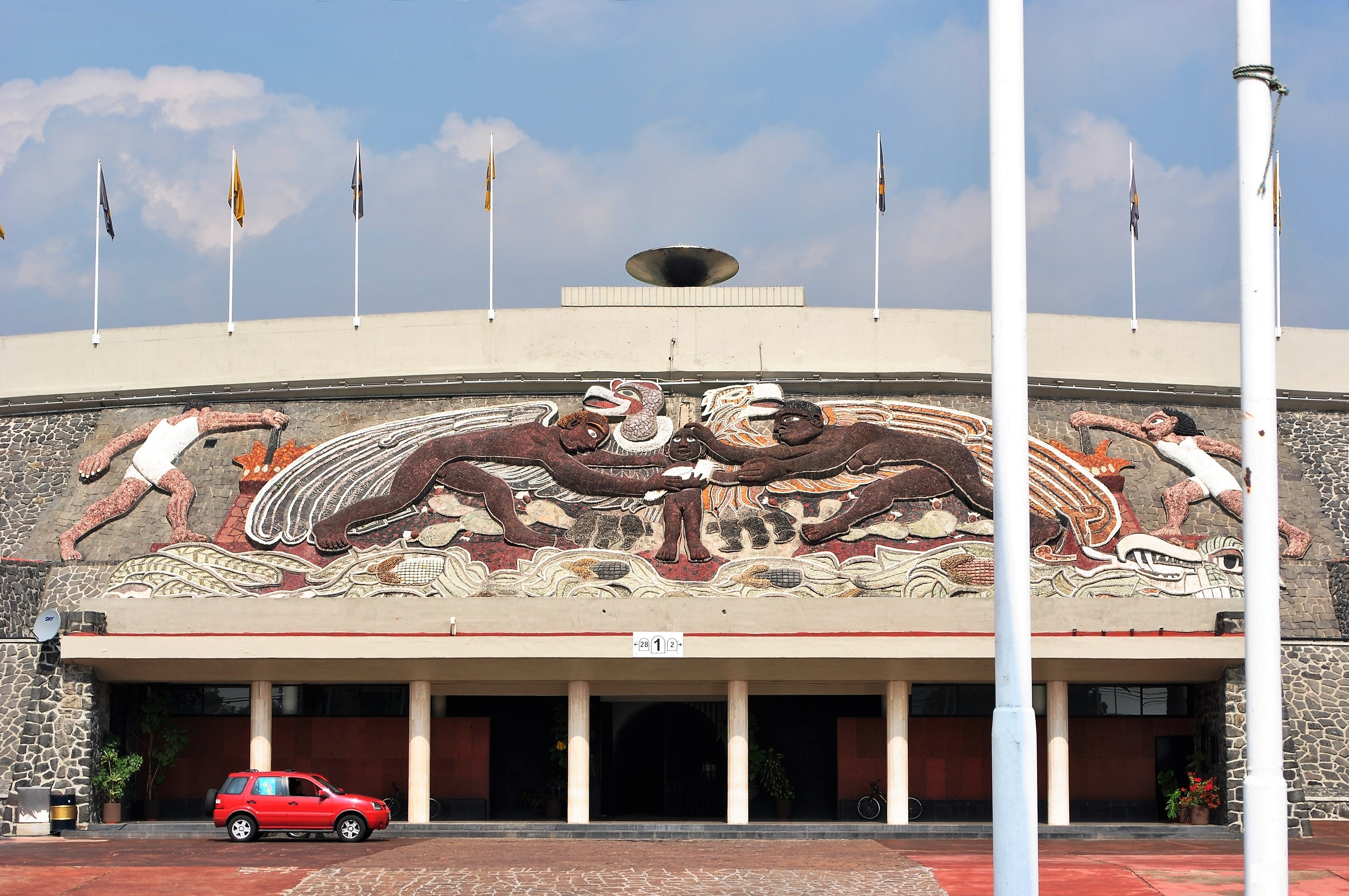
Зовнішній вигляд головного входу на стадіон